# Lajosmajor
Lajosmajor (románul: Baba Novac) falu Romániában, Szatmár megyében.

## Fekvése
Erdődtől 8 km-re nyugatra található.

## Története
Az első világháború után alapított telepes község. A falu román névadója Baba Novac (kb. 1530–1601), Vitéz Mihály kapitánya volt.
A trianoni békeszerződésig Szatmár vármegye Erdődi járásához tartozott.
Lakói főként mezőgazdasággal foglalkoznak.
1930-ban 883 lakosa volt.
1992-ben 648 lakosából 632 román, 3 magyar, 2 német, 11 cigány volt. A népességből 600  fő ortodox, 4 görögkatolikus, 3 római katolikus, 1 református, 25 baptista, 15 pünkösdista volt.
A 2002-es népszámláláskor 571 lakosa közül 543 fő (95,1%) román, 15 (2,6%) cigány, 12 (2,1%) magyar, 1 (0,2%) pedig német volt.